# Mosley Creek
Mosley Creek är ett vattendrag i Kanada.   Det ligger i provinsen British Columbia, i den sydvästra delen av landet, 3 600 km väster om huvudstaden Ottawa.
I omgivningarna runt Mosley Creek växer i huvudsak barrskog. Trakten runt Mosley Creek är nära nog obefolkad, med mindre än två invånare per kvadratkilometer.